# Martin Velíšek (výtvarník, 1968)
Martin Velíšek (* 6. listopadu 1968, Athény, Řecko) je český malíř. Absolvoval Akademii výtvarných umění v Praze a věnuje se malbě, kresbě a grafice. Příležitostně se věnuje i obalovému designu. Za svou práci získal mimo jiné Cenu nadace na podporu současného umění „Jelinek Stiftung“, cenu Grafika roku Interkontakt grafik, Hlavní cenu na Intersalonu AVJ, Grand prix, Salon s'art du Pays fertois, France, či Obal roku nebo World Star za obalový design. V teoretické práci se věnuje kontextu vzniku uměleckého díla. Mimo jiné vydal s filosofem Miroslavem Petříčkem knihu Pohledy (které tvoří obrazy).

## Život
V letech 1987–1989 studoval na Karlově universitě v Praze, 1989–1996 pak na Akademii výtvarných umění. Zde pobyl krátce v ateliéru kresby Jitky Svobodové a malířském ateliéru Zdeňka Berana. Nejpodstatnější část studia však strávil v malířském ateliéru Bedřicha Dlouhého a v ateliéru konceptuálních tendencí Miloše Šejna. Zde také roku 1996 absolvoval. V letech 1999–2003 pokračoval na Akademii výtvarných umění v Praze v doktorandském studiu u prof. Zdeňka Berana. Teoretickou část habilitační práce realizoval pod vedením prof. Miroslava Petříčka z Filosofické fakulty University Karlovy. V roce 2014 absolvoval několikaměsíční stipendijní malířský pobyt v německém Bremerhavenu. Ve stejném roce byl habilitován na Akademii výtvarných umění v oboru malířství. Na podzim 2016 hostoval v grafickém ateliéru Empreinte v Lucembursku.

## Dílo

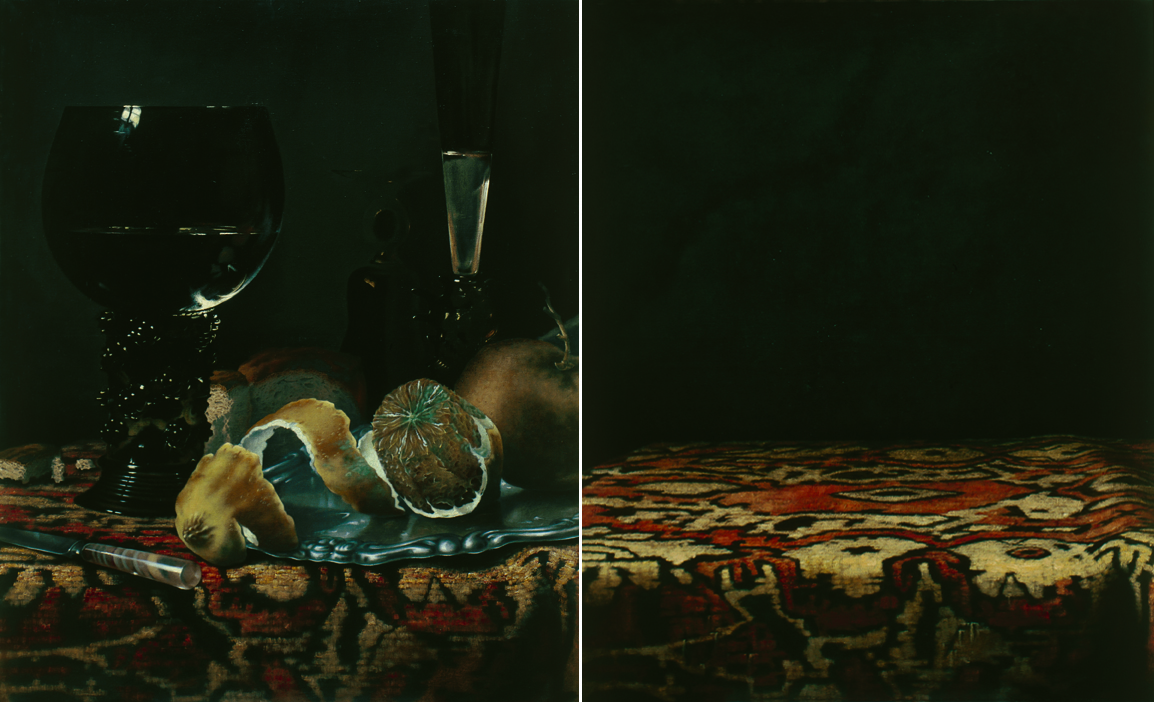
Martin Velíšek, Zátiší s plesnivým citronem a Zátiší bez citronu, 1993

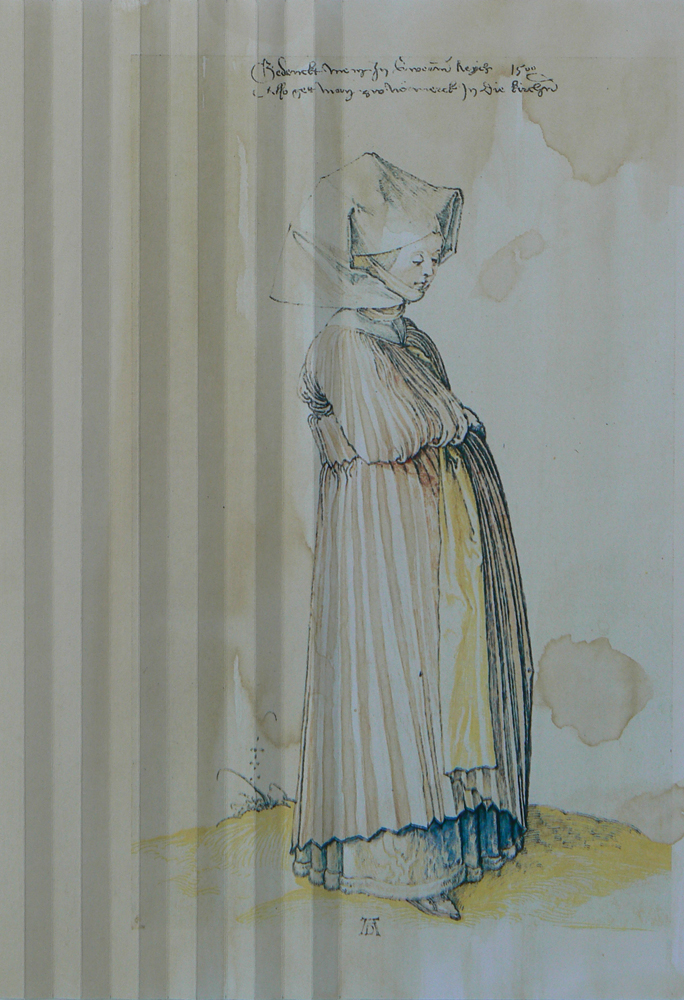
Martin Velíšek, Falten, 2014

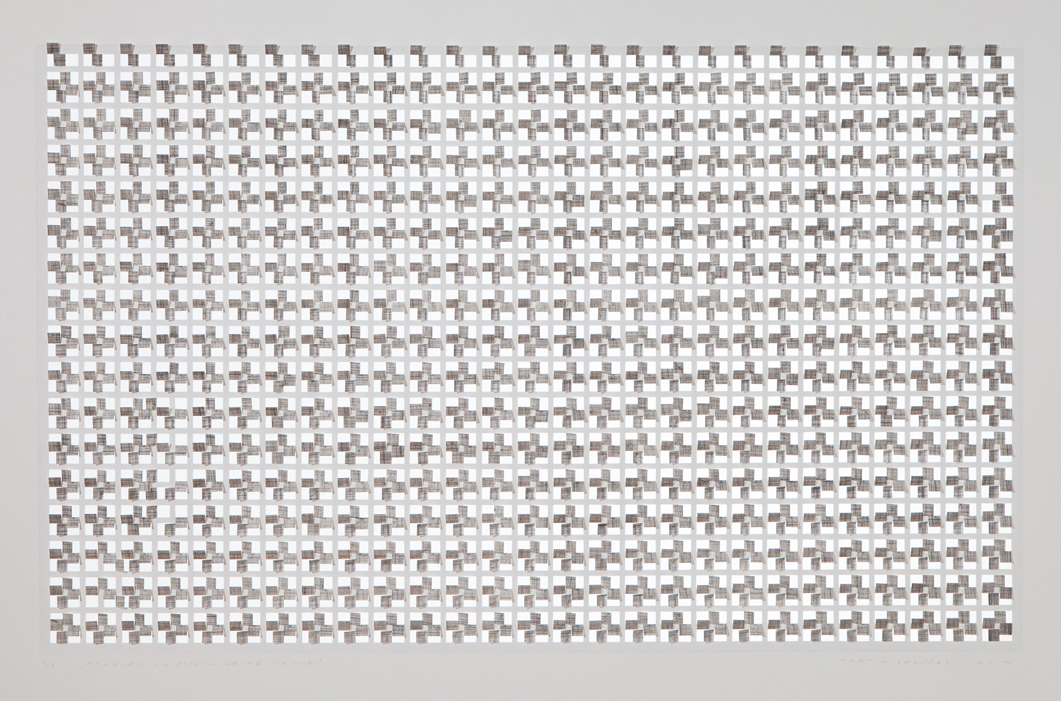
Martin Velíšek, Paneláky na Jižním Městě, 2015

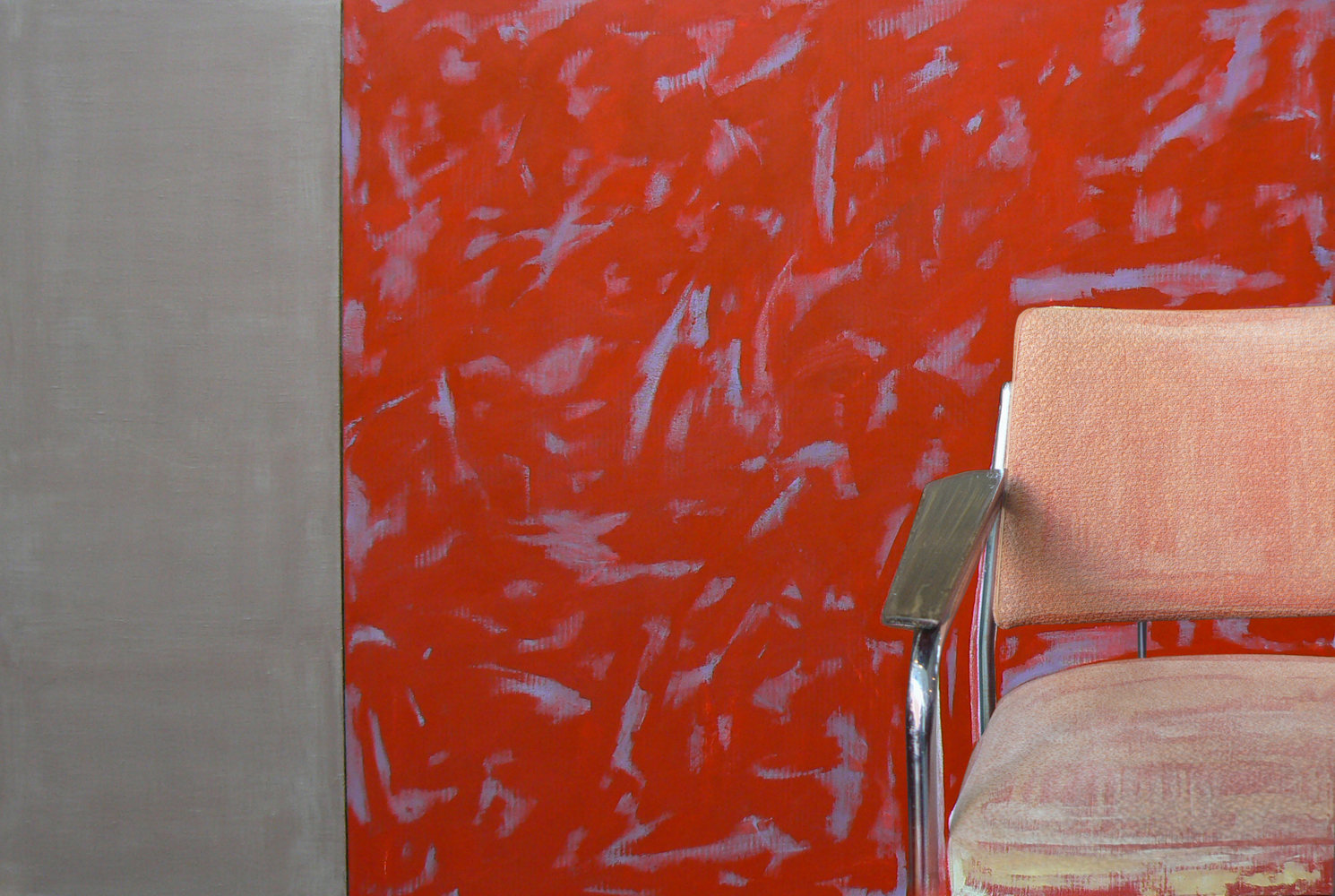
Martin Velíšek, Křesílko, 2015

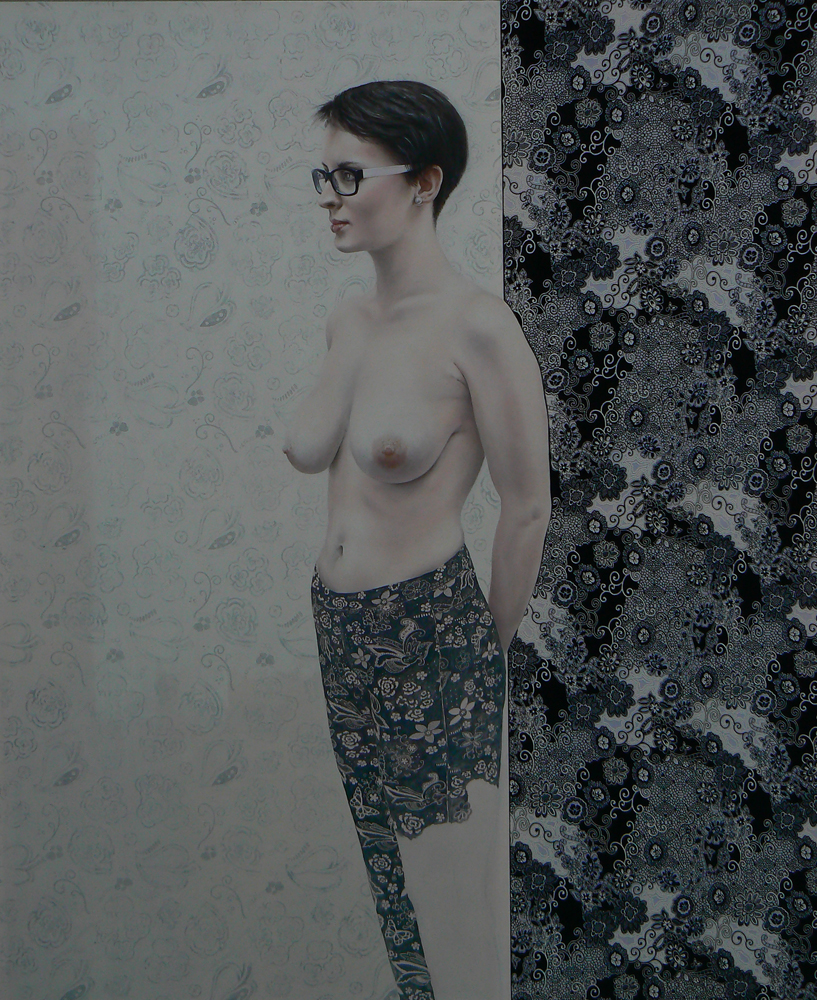
Martin Velíšek, Renata, 2016

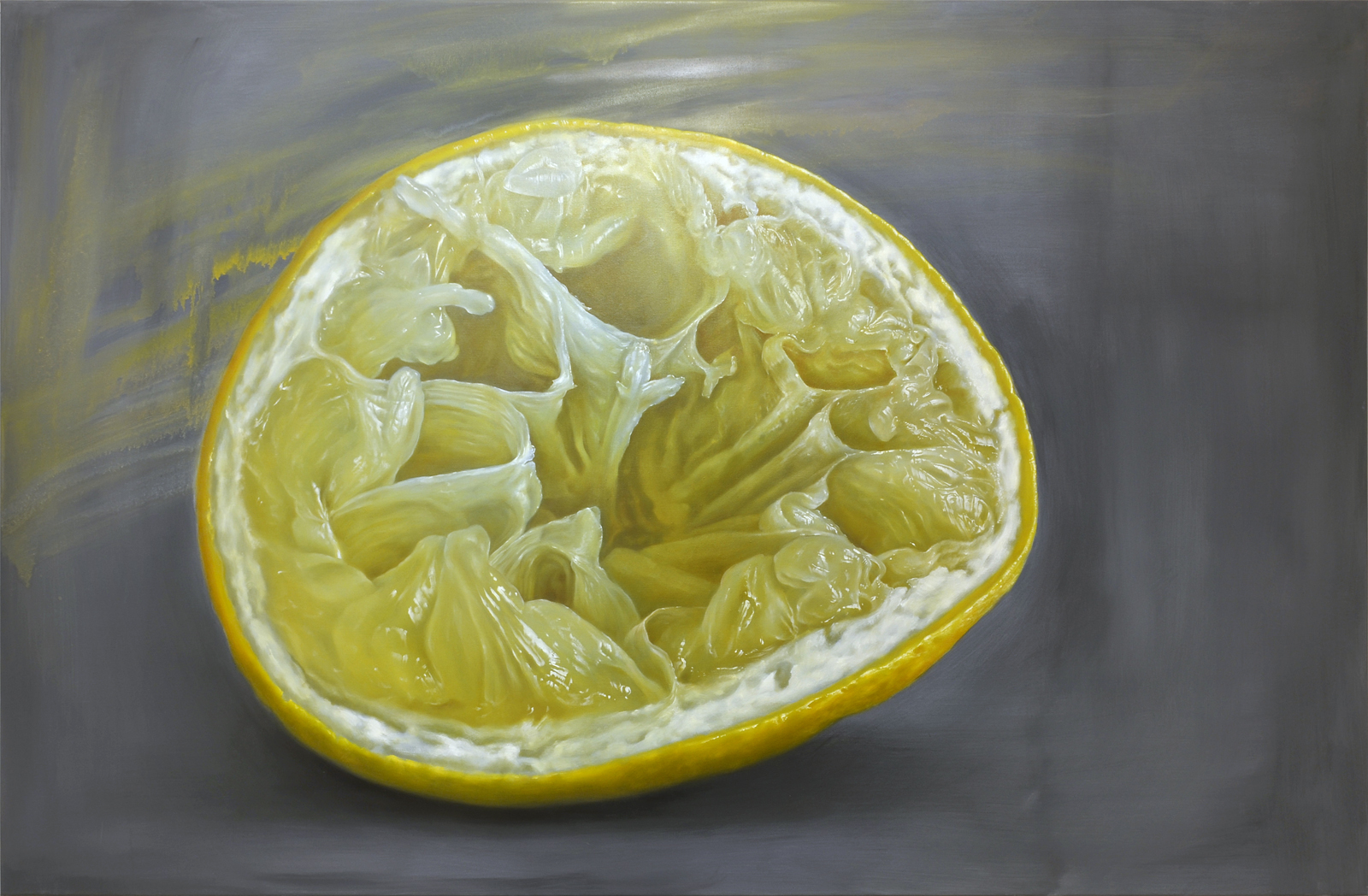
Martin Velíšek, Citron (3. 3. 2017, 11:54), 2017, 155 x 100 cm, olej na plátně

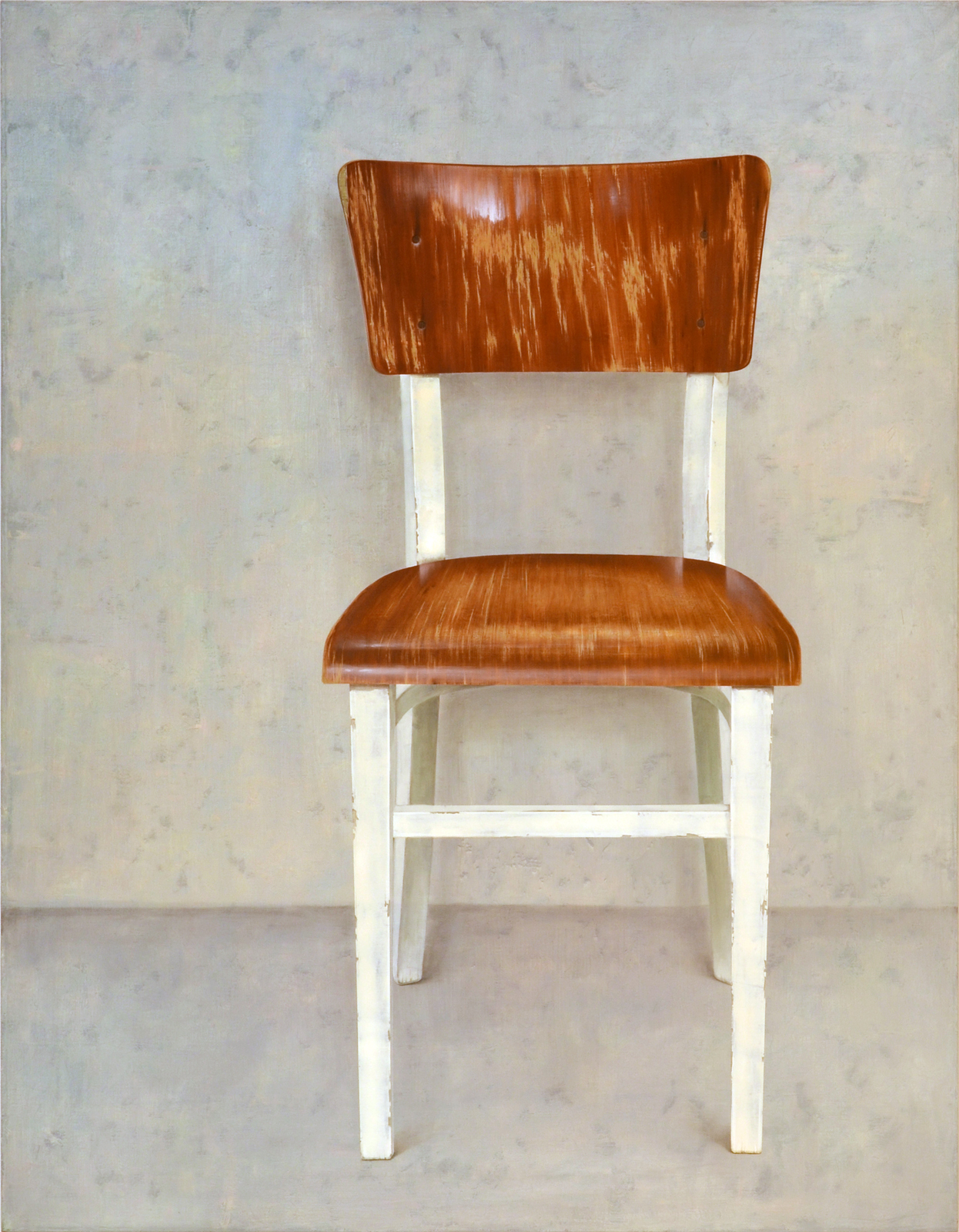
Martin Velíšek, Židle, 2017, 145 x 113 cm, olej na plátně

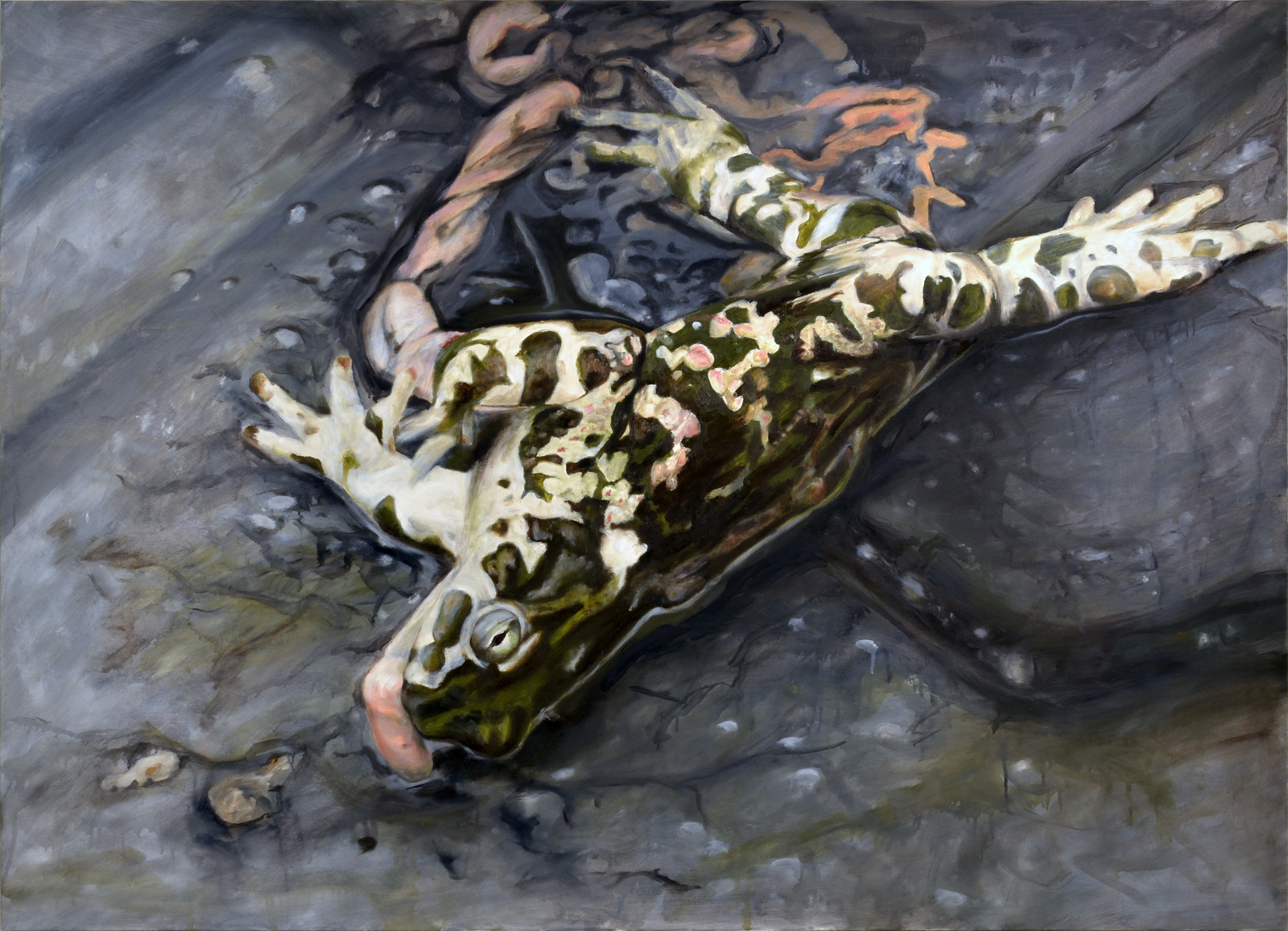
Martin Velíšek, Žába (12. 10. 2016, 7:35), 2017, 150 x 105 cm, olej na plátně

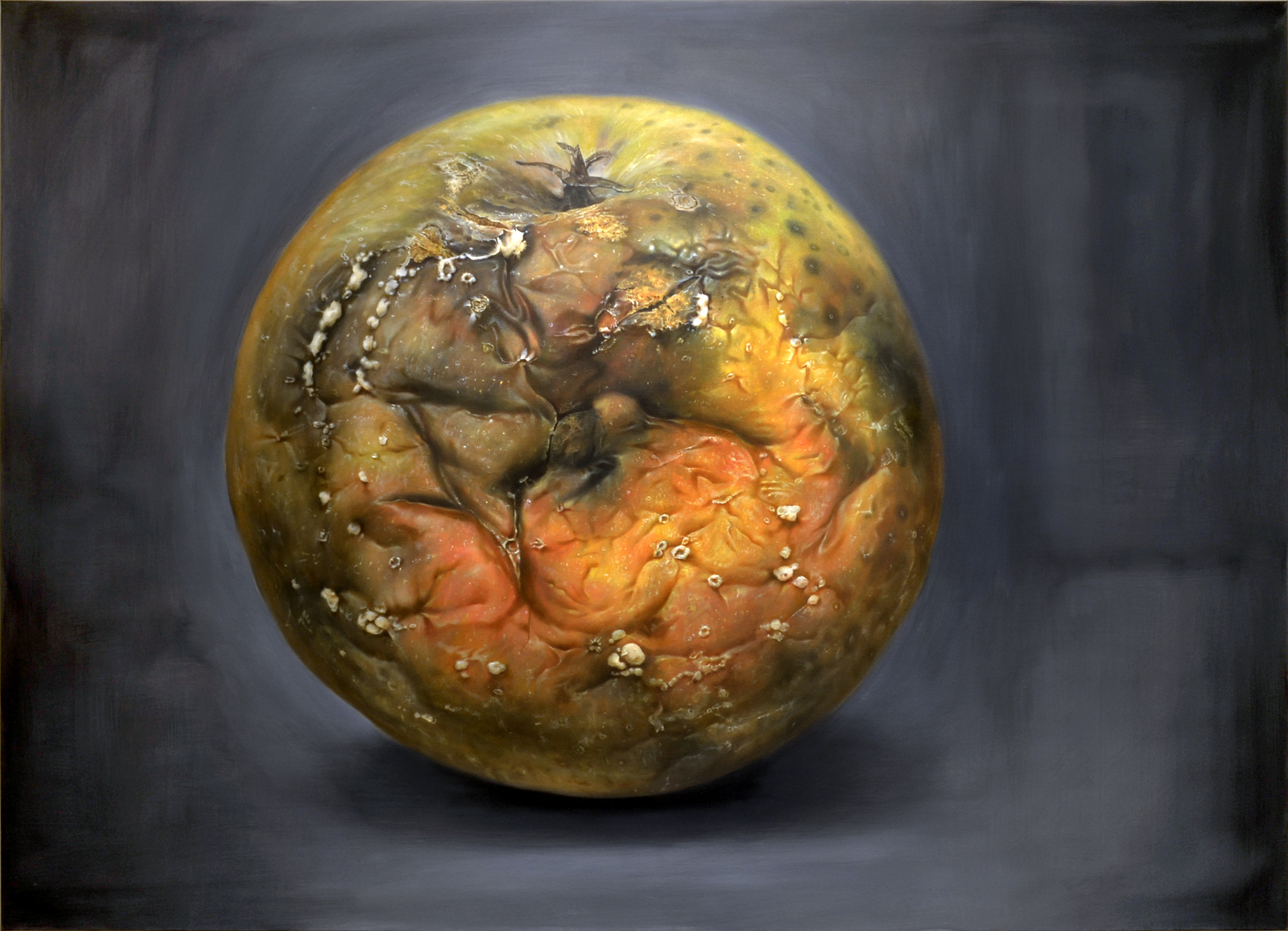
Martin Velíšek, Jablko (2. 10. 2015, 13 .53), 2017, 150 x 105 cm, olej na plátně

Již v době svého studia na Akademii výtvarných umění Martin Velíšek výběrem profesorů (Bedřich Dlouhý, Jitka Svobodová, Miloš Šejn, Zdeněk Beran) deklaroval svůj umělecký program, své umělecké krédo. Toto krédo zní: Absolutní prioritou pro práci v malířském ateliéru je myšlenkový koncept (citujeme umělce). Zvláštní tvrzení pro malíře. A Martin Velíšek je především malířem, tak zvaným malířem s nadáním od přírody. Jména profesorů, která jsme uvedli, a především sám citát, svědčí o tom, že se Velíšek od začátku zajímal o spojení malířské a konceptuální tvorby. Jeho tvorba předvádí, že koncept a malířství jsou kompatibilní. Ale Velíšek se zjevně zajímá i o umělecké „transfery“ napříč obory (volba ateliérů to dosvědčuje) a dokonce i o „transfery“ napříč uměleckými styly a časem. Velíšek prostě odmítal a stále odmítá pohybovat se v jediném uměleckém diskurzu, vyjadřovat se prostřednictvím jen jednoho media, žít pouze v jedné umělecké dimenzi.
Ve své práci Martin Velíšek cílevědomě rozkrývá, zdůvodňuje a rozvíjí tuto svojí prioritu. Tak nepřekvapí, že vedle své výtvarné práce se Velíšek věnuje i teoretické reflexi. Spolu s filozofem Miroslavem Petříčkem napsal v roce 2012 knihu Pohledy (které tvoří obrazy). Po přečtení jeho eseje s názvem Postmoderní úvaha o realismu lze říci, že Velíšek má rád postmoderní apropriace, citace, kombinace nejrůznějších medií a oborů, ale vztahuje k nim svobodně a po svém. Zachází s nimi řekněme velmi „bezzásadově,“ takže například typická postmoderní proklamace „everything go“ pro Velíška znamená, že si může dobře rozumět s Vermeerem a s van Eyckem, nikoli pouze s Sherrie Levine. Velíšek může bez problémů přeskakovat časová pásma, styly, přejímat a citovat a to vše v jediném obraze nebo instalaci. Je to proto, že svou pozornost soustředí na práci své vlastní mysli, dokáže sledovat, reflektovat své tvůrčí myšlenkové pochody a díky tomu i analyzovat a používat „duševní práci“ jiných umělců. V brilantní pasáži o zaostřování a rozostřování umělcovy pozornosti nehovoří jen o realitě, kterou umělec vidí (nebo případně nevidí), ale o realitě, kterou umělec tvoří. Nejde mu totiž o obecnou filosofickou otázku co skutečnost je nebo jak skutečná je skutečnost, ale o specifickou otázku, co je to realita v kontextu umělecké práce, a dochází k formulaci, že realita je věcí myšlení a prostor je jeho funkcí. Rozumějme umělecká realita a umělecký prostor.
Velíšek rozumí uměleckému dílu jako množině rovnocenných událostí a prvků. Zabývá se pluralismem v umělecké tvorbě, rovností prostorových plánů, tvarů, barev, ale hlavně rovností významů, tedy sémantikou všech složek uměleckého díla. Bylo řečeno, že Velíšek klade důraz na myšlenkový koncept a to i v případě v malířství. Zároveň ale nezapomíná, že pro umělce je důležitá nejen myšlenková aktivita, ale také emocionální zaujatost. Jeho tvorba je tak neobyčejně zajímavá. Má široké výrazové rozpětí. Je velmi různorodá. Velíšek prošel „konceptuálním tréninkem“, který je vidět v jeho malířském počínání a naopak v jeho konceptuálně postavených instalacích jsou přítomné malířské kvality ať již jako citace jiných mistrů nebo jako jeho vlastní obrazy. (Milena Slavická)
Prof. Bedřich Dlouhý označuje Martina Velíška za jednoho ze svých nejlepších žáků a říká: „Velíšek se pohybuje od laborování s klasickým způsobem malby až po trojrozměrné práce, kde podíl technické zručnosti, která je virtuózní, je svázán s intelektuální fabulací. Zvykli jsme si takový projev nazývat konceptuální, zřejmě to ale není přesné, spíše se jedná o naši neschopnost definovat přesně takový způsob, který předvádí pan Velíšek.“

## Samostatné výstavy (výběr)
- 2025, Emma a jablka, Sophistica Gallery, Praha
- 2025, Apropriace, Alšova jihočeská galerie, Hluboká nad Vltavou
- 2017 Mlčení, Galerie Václava Špály, Praha, CZ
- 2016 Second régard, Galerie Konschthaus Beim Engel, Luxembourg, L
- Bruslařky, Galerie Litera, Praha, CZ
- Bruslařky, Galerie Radnice, Žďár nad Sázavou, CZ
- 2015 Spaces, Galerie Professorium, Würzburg, D,
- Spaces, Galerie Galerie du Château de Bourglinster, Luxembourg, L
- Červená Karkulka,Galerie Pecka, Praha, CZ
- 2014 Kouř, Oblastní galerie Liberec, Liberec, CZ
- Die Dürer Lektion, Wilke-Atelier, Bremerhaven, D
- Darw in, Galerie Artatak, Praha, CZ
- Podruhé, galerie Esthete, Praha, CZ
- Říjen (31 jablek), Galerie 325G, Praha, CZ
- 2013 Bílé etudy, Galerie Pecka, Praha, CZ
- Květinové variace, Galerie Litera, Praha, CZ
- Příběhy, Galerie Milana Zezuly, Brno, CZ
- 2012 Záhada na Jezeře Loch Ness, Galerie Pecka, Praha, CZ
- Nikdy, Galerie České pojišťovny, Praha, CZ
- 2011 Animiaoux, Centre d'Art de l'Ancienne Synagogue, La-Ferté-sous-Jouarre, F
- Jeden obraz… (s měsícem), Oblastní galerie Liberec, Liberec, CZ
- Cherchez le chat, Werner Maison, Luxembourg, L
- Příběhy od vody, Stará Radnice, Žďár nad Sázavou, CZ
- Zvířata, Galerie VDP, Pardubice, CZ
- 2010 Vše pro kočku, Chvalská tvrz, Praha, CZ
- Bylo-nebylo, Galerie 6, Ostrava, CZ
- 2008 Akt(uálně), Galerie Pecka, Praha, CZ
- 2007 Reziduum, Galerie Out, Jindřichův Hradec, CZ
- 2006 Alternativa, Oblastní galerie Vysočiny, Jihlava, CZ
- Four, Czech Ambassy, Washington, USA
- 2005 Rybí speciality, kulturní centrum Zahrada, CZ
- 2004 Malování po práci, Nová síň, Praha, CZ
- 2003 Receptura na zátiší, Galerie Pecka, Praha, CZ
- 2000 (to) zátiší – (ta) zátiší, Galerie Caesar, Olomouc, CZ
- Zase (jedno) zátiší, Galerie Litera, Praha, CZ

## Skupinové výstavy (výběr)
- 2017 Stoleté putování Šumavou, Galerie Klatovy/Klenová, CZ
- Art Safari 32, Studio Bubec, Praha, CZ
- Grafika roku, Clam-Gallasův palác, Praha, CZ
- 2016 XXII. Festival komorní grafiky, Galerie Hollar, Praha, CZ
- 30 Jahre Wilke-Atelier, DSM Museum, Bremerhaven, DE
- Nová tvorba, Galerie Hollar, Praha, CZ
- Moving, Galerie NTNU, Taipei, TW
- Exchange, Musee Yuki Komachi, Yoetsu, J
- European Contemporary Print Triennial, Bonnefoy Cultural Centre, Toulouse, F
- Outside(r), Galerie Fence, Winlaw, Vancouver, CDN
- 2015 Malá grafika, galerie Hollar, Praha, CZ
- Nová tvorba, galerie Hollar, Praha, CZ
- Transparente, Wilke-Atelier, Bremerhaven, D
- Co zde sním a co zde vypiju, Galerie Caesar, Olomouc, CZ
- Intersalon AJV, Obrazárna Želeč, Tábor, CZ
- Letní, Galerie Millenium, Praha, CZ
- Grafika roku, Klášterní kostel sv. Antonína Paduánského, Sokolov, CZ
- Grafika roku, Clam-Gallasův palác, Praha, CZ
- 2014 Intersalon AJV, Alšova Jihočeská galerie, České Budějovice, CZ
- Packung – Lange Nacht, Wilke-Atelier, Bremerhaven, D
- Z okruhu, galerie Millenium, Praha, CZ
- Grafika roku, Clam-Gallasův palác, Praha, CZ
- 2013 Kde domov můj?, Centrum současného umění DOX, Praha, CZ
- Vanitas, galerie Millenium, Praha, CZ
- Grafika roku, Clam-Gallasův palác, Praha, CZ
- 2012 Maska, galerie Millenium, Praha, CZ
- AZB – absolventi Zdeňka Berana, galerie Navrátil, Praha, CZ
- Grafika roku, Clam-Gallasův palác, Praha, CZ
- Malba, Centrum současného umění DOX, Praha, CZ
- Žeň ex libris, Galerie Na Mostě, Hradec Králové, CZ
- 2011 Festival des Arts du pays fertois, Charly sur Marne, F
- 26th International Biennial of Art Humour, Tolentino, I
- Intersalon AJV, Sladovna, Písek, CZ
- Grafika roku, Clam-Gallasův palác, Praha, CZ
- Vzhůru, galerie Millenium, Praha, CZ
- XIII. trienále ex libris, PNP, Chrudim, CZ
- 2010 Festival des Arts du pays fertois, Sammeron, FR
- Grafika roku, Clam-Gallasův palác, Praha, CZ
- 2009 Malé formáty, Galerie Millenium, Praha, CZ
- Temporary, galerie 5. Patro, Praha, CZ
- Grafika roku, Clam-Gallasův palác, Praha, CZ
- 2008 Defenestrace, Novoměstská radnice, Praha, CZ
- Grafika roku, Clam-Gallasův palác, Praha, CZ
- 2007 ArtBurger, Koblenz, D
- Grafika roku, Clam-Gallasův palác, Praha, CZ
- 2006 Jemný řez, galerie AVU, Praha, CZ
- Grafika roku, Clam-Gallasův palác, Praha, CZ
- 2005 XI. Trienále ex libris, PNP, Chrudim, CZ
- Grafika roku, Clam-Gallasův palác, Praha, CZ
- 2004 Grafika roku, Clam-Gallasův palác, Praha, CZ
- 2003 Grafika roku, Clam-Gallasův palác, Praha, CZ
- 2001 Portrét roku 2000, galerie Emila Filly, Ústí nad Labem, CZ
- 2000 Portrét roku 2000, galerie u Bílého jednorožce, Klatovy, CZ
- 1999 Neplánované spojení, Mánes, Praha, CZ
- 1997 II. bienále reliéfního objektu, Tábor, CZ
- 1995 SBC, Londýn, GB
- 1994 Kunstmuseum Ehrenhof, Düsseldorf, D
- 1992 Čtyři, Galerie Litera, Praha, CZ

## Ocenění
- 2017 – „Grafika roku“ – cena v kategorii hlubotisk
- nominace „Zlatá stuha“
- 2016 – „Grafika roku“ – cena diváků, CZ
- 2015 – nominace na cenu, CZ
- nominace na cenu v kategorii hlubotisk „Grafika roku“, CZ
- 2014 – „Grafika roku“ – čestné uznání v kategorii hlubotisk, CZ
- „Grafika roku“ – cena diváků, CZ
- 2013 – „Grafika roku“ – zvláštní cena v kategorii hlubotisk, CZ
- „Grafika roku“ – čestné uznání v kategorii drobné grafiky, CZ
- „Grafika roku“ – cena diváků, CZ
- 2012 – nominace na cenu v kategorii hlubotisk „Grafika roku“, CZ
- 2011 – nominace na cenu v kategorii hlubotisk „Grafika roku“, CZ
- nominace na cenu Trienále ex libris, Památník písemnictví, CZ
- hlavní cena Intersalonu AJV - malba, CZ
- 2010 – „1. cena“, Festival des Arts du pays fertois, Sammeron, F
- 2006 – „Grafika roku“ – cena diváků, CZ
- 2005 – „Grafika roku“ – zvláštní cena v kategorii hlubotisk, CZ
- 2003 – světová cena World Star za obalový design (Visage), Barcelona, E
- 2002 – „Obal roku 2002“ v kategorii průmyslový obal (Visage), EMBAX, CZ
- 1997 – cena nadace na podporu současného umění „Jelinek Stiftung“, CH
- cena pro autora do 30. let na II. bienále reliéfního objektu, CZ
- 1996 – cena nadace na podporu současného umění „Jelinek Stiftung“, CH
- 1995 – finalista SBC European Art Competition, Londýn, GB
- 1993 – cena nadace na podporu současného umění „Jelinek Stiftung“, CH

## Katalogy samostatné (výběr)
- Martin Velíšek: Velíšek, Sophistica Gallery, 2025, ISBN 978-80-908362-4-2
- Martin Velíšek: Bruslařky, galerie Pecka, 2016, ISBN 978-80-904008-5-6
- Velíšek/Brejcha: SPACES, Ministère de la Culture, Grand-Duché de Luxembourg, 2015
- Martin Velíšek: Červená Karkulka, galerie Pecka, 2015,ISBN 978-80-904008-3-2
- Martin Velíšek: Druhý pohled, M-DIAG, 2014, ISBN 80-903811-9-7
- Martin Velíšek: Loch ness, galerie Pecka, 2011, ISBN 978-80-904008-2-5
- Martin Velíšek, galerie Pecka, 2006, ISBN 80-902285-8-5
- Martin Velíšek: zátiší, galerie Caesar, 2000

## Katalogy společné (výběr)
- Intersalon AJV 2015, ISBN 978-80-905307-6-8
- Co zde sním a co zde vypiju, Galerie Caesar, 2015
- Intersalon AJV 2011, ISBN 978-80-260-0401-1
- XIII. trienále ex libris, Památník národního písemnictví, 2011, ISBN 978-80-85085-97-6
- Defenestrace, Novoměstská radnice, AVU Praha, 2008
- XI. trienále ex libris, Památník národního písemnictví, 2005, ISBN 80-85085-71-2
- Portrét 2000, galerie Klatovy – Klenová, 2000, ISBN 80-85628-56-2
- Neplánované spojení – výstavní síň Mánes, Jelínek – Stiftung, AVU Praha, 1999
- SBC European Art Competition, The Finalist, London, 1995

## Publikační činnost
- Martin Velíšek, Miroslav Petříček: Pohledy (které tvoří obrazy), Karlova universita, 2012, ISBN 978-80-7290-584-3
- Martin Velíšek, Milan Starý: Můj stát: putování s českým lvem za sedmi státními symboly, Knižní klub, 2016, ISBN 978-80-242-5293-3
- Martin Velíšek: Dějiny citronu (aneb receptura na zátiší), Karlova universita, 2017, ISBN 978-80-7290-873-8
- Jana Maříková-Kubková, a kolektiv: Katedrála viditelná a neviditelná 1-2: průvodce tisíciletou historií katedrály sv. Víta, Václava, Vojtěcha a Panny Marie na Pražském hradě. Academia Praha 2019, kreslené ilustrace (rekonstrukce) Martin Velíšek. ISBN 978-80-7581-010-6